# 成願寺 (名古屋市北区の地名)
成願寺（じょうがんじ）は、愛知県名古屋市北区にある地名。現行行政地名は成願寺一丁目及び成願寺二丁目と成願寺町。またこの項ではその前身である西春日井郡成願寺村についても扱う。

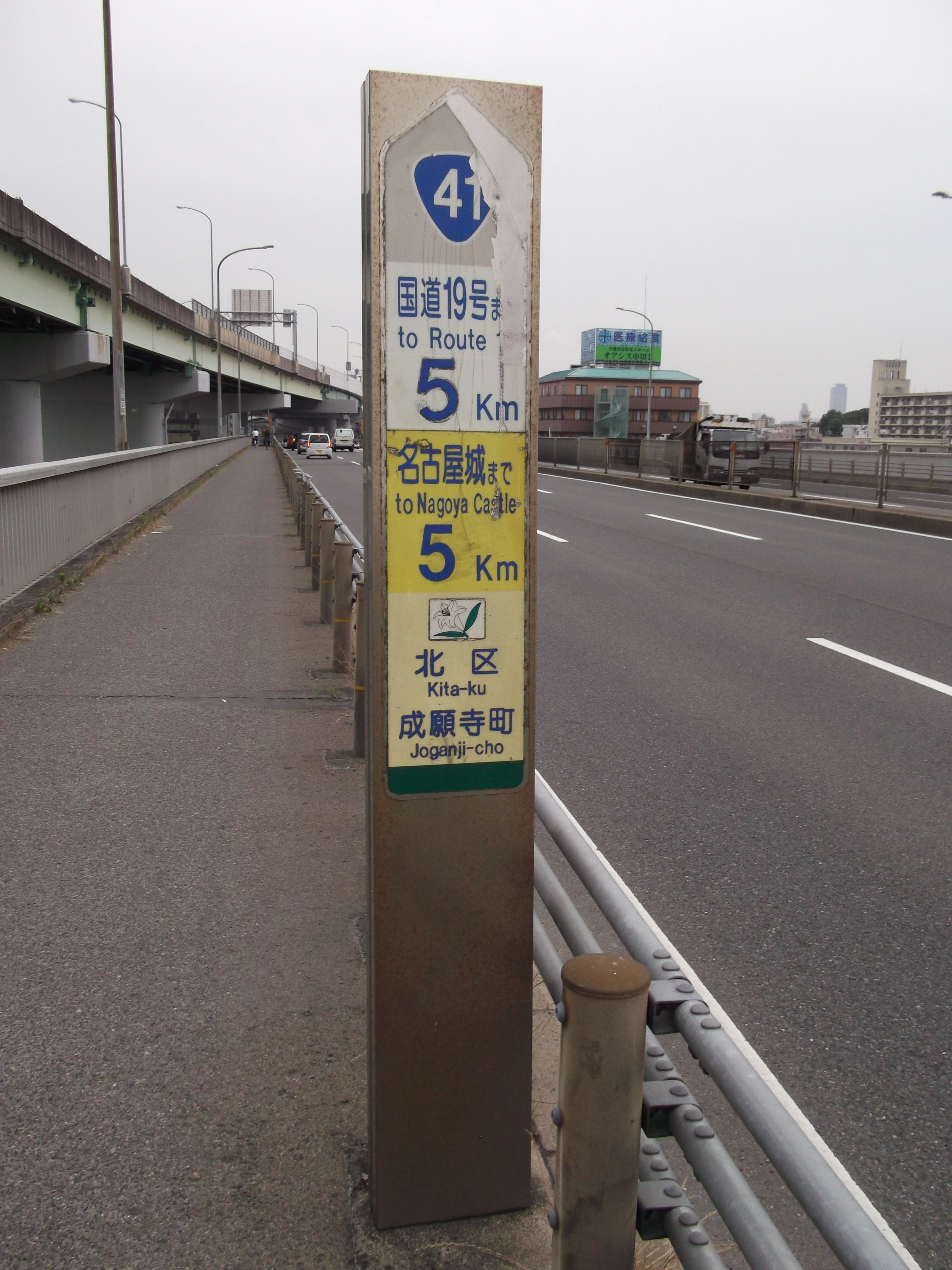
河川上に残る成願寺町

## 地理
名古屋市北区中央部に位置する。成願寺1丁目 - 2丁目は住居表示実施地域で、成願寺町は河川および川原となっているために住居表示が実施されなかった地域である。丁目は西から順に付けられている。また、成願寺町には字が設定されている。東は成願寺町を挟んで米が瀬町、西は国道41号（空港線）を挟んで中切町、南は川中町・安井、北は成願寺町を挟んで西味鋺・中味鋺に接する。
住宅地の中に、あいち自動車学校・ザ・シーン城北・名古屋市北スポーツセンターが所在している。成願寺町は河川と川原となっているが、水分橋緑地が所在する。

### 字一覧

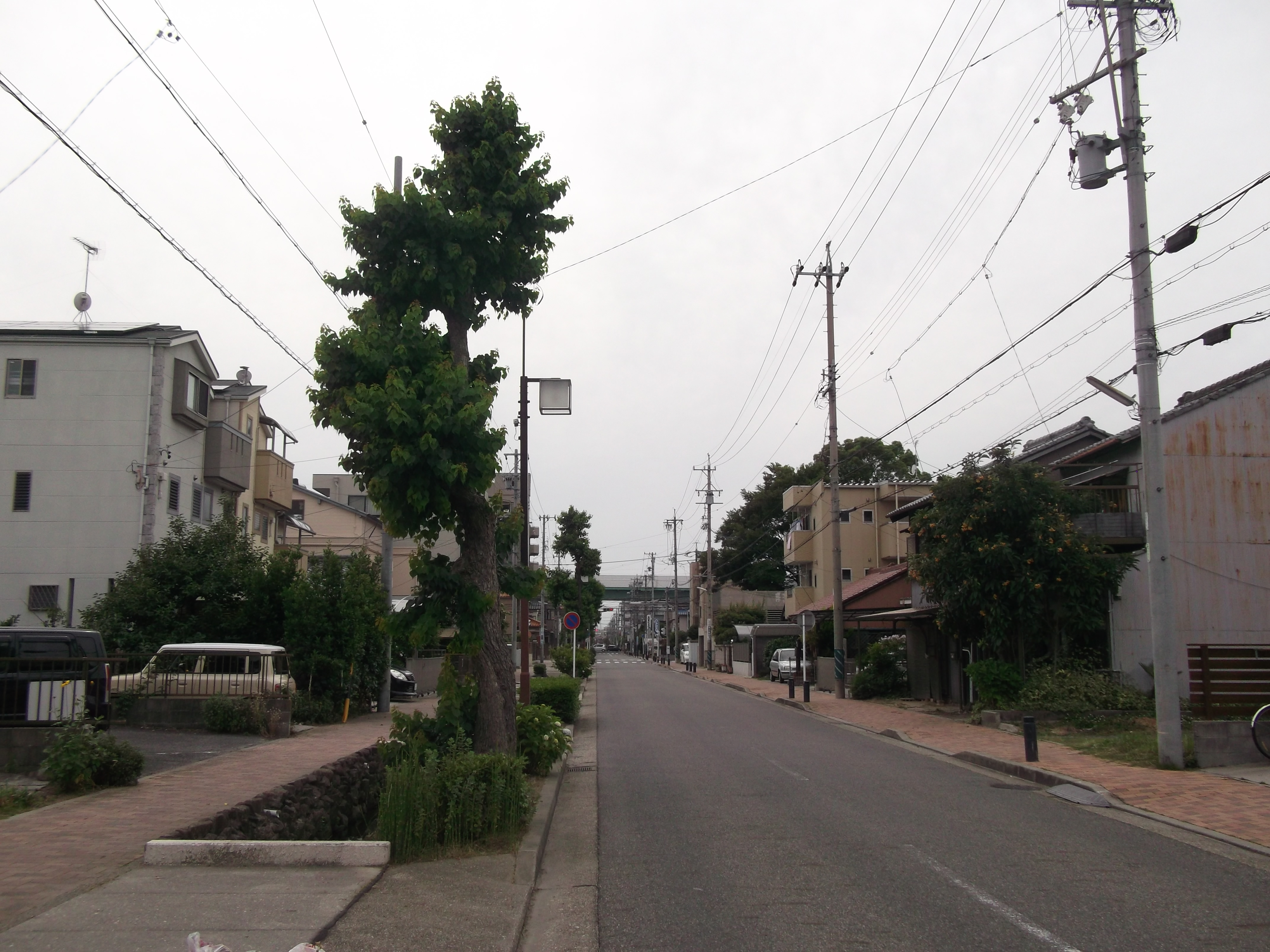
三郷悪水の暗渠上に整備された道路と水路

『なごやの町名』より作成括弧内は読み仮名。太字は現存字名。
- 米ヶ瀬（よなかせ）[北緯35度12分49.5秒 東経136度55分17.8秒]
- 北野（きたの）[]
- 西浦（にしうら）[北緯35度12分52.3秒 東経136度55分11.1秒]
- 寺西（てらにし）[北緯35度12分58.9秒 東経136度54分59.4秒]
- 申松（さるまつ）[北緯35度13分2.6秒 東経136度54分46秒]
- 猿塚（さるつか）
- 諸士上リ（しょしあかり）
- 方済（ほうずみ）
- 八反田（はたんだ）[北緯35度13分8秒 東経136度54分39.6秒]
- 北方寺（きたほうじ）→北ボウジ[北緯35度13分5.5秒 東経136度54分51.2秒]

### 河川
- 庄内川
- 矢田川
- 三郷悪水（三郷用水） - 暗渠

### 湖沼
- 米ヶ瀬の池 - かつて川中村大字成願寺にあった池。1896年9月9日の洪水による堤防破損により誕生した池。面積は、2反1畝歩とある。[9]現存しない。

## 歴史

### 地名の由来
同地内に所在する寺院成願寺に由来する。また、成願寺の寺号はこの地域を支配した安食重頼の法名常観坊隆憲に由来する。

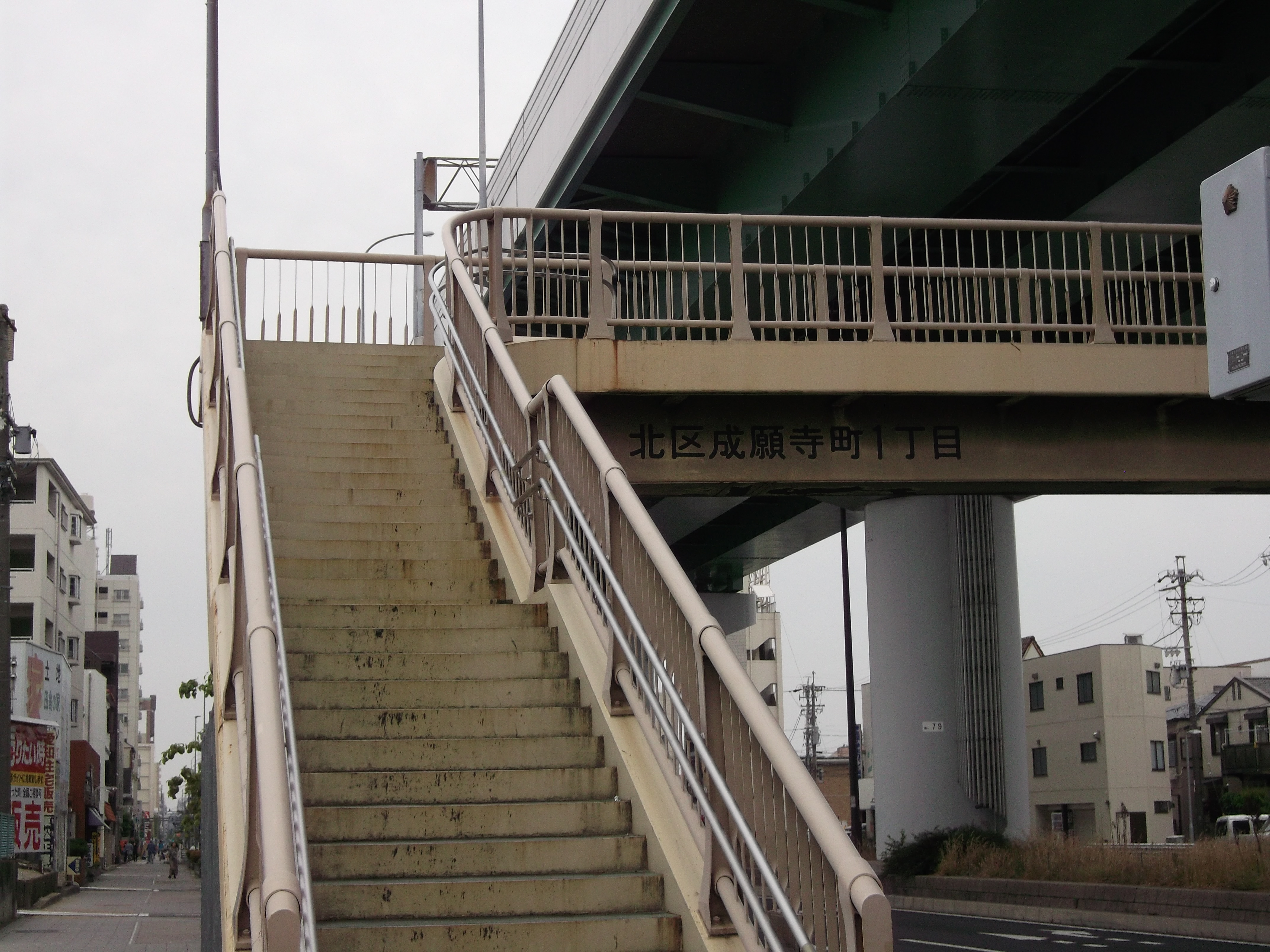
北区成願寺町1丁目の表示が残る歩道橋

### 沿革
- 江戸時代 - 尾張国春日井郡成願寺村として成立。
- 1980年（明治13年） - 春日井郡が東西に分割され、西春日井郡成願寺村となる。
- 1889年（明治22年） - 西春日井郡川中村と合併し、川中村大字成願寺となる。
- 1933年（昭和8年） - 同郡萩野村と合併し、萩野村の大字となる。
- 1937年（昭和12年）3月1日 - 名古屋市と合併し、大字成願寺を同市西区成願寺町と改称[1]。
- 1941年（昭和16年） - 東春日井郡守山町瀬古の一部を編入。
- 1944年（昭和19年） - 北区成立により、同市北区成願寺町となる。
- 1962年（昭和37年）11月10日 - 中切町との境界を変更する。成願寺町（字方済・八反田・申松・諸士上リ・猿塚・寺西・西浦）および中切町（字野間）の各一部を成願寺町1丁目～4丁目とした。また、成願寺町（字方済・諸士上リ・八反田）の各一部を中切町1～6丁目とした[1]。
- 1971年（昭和46年）11月16日 - 字米ヶ瀬の一部が米が瀬町に編入される[1]。
- 1978年（昭和53年）11月26日 - 住居表示の実施により、成願寺町（1丁目・2丁目・字諸士上リ・猿塚）の各一部と中切町（4丁目・5丁目）の各一部（国道41号（空港線）部分）を合わせて成願寺一丁目、成願寺町（3丁目の全域・4丁目・2丁目・字猿塚・西浦の各一部）を成願寺二丁目とした[1]。また、成願寺町（1丁目・字諸士上リ・猿塚）の各一部を川中町へ、成願寺町（字猿塚・西浦）の各一部を安井二丁目へ、成願寺町（4丁目・字西浦）の各一部を安井三丁目へ変更した[1]。

## 世帯数と人口
2019年（平成31年）1月1日現在の世帯数と人口は以下の通りである。
| 丁目         | 世帯数    | 人口    |
| ------------ | --------- | ------- |
| 成願寺一丁目 | 804世帯   | 1,768人 |
| 成願寺二丁目 | 302世帯   | 723人   |
| 計           | 1,106世帯 | 2,491人 |

## 学区
市立小・中学校に通う場合、学校等は以下の通りとなる。また、公立高等学校に通う場合の学区は以下の通りとなる。
| 丁目         | 番・番地等 | 小学校               | 中学校               | 高等学校 |
| ------------ | ---------- | -------------------- | -------------------- | -------- |
| 成願寺一丁目 | 全域       | 名古屋市立城北小学校 | 名古屋市立北陵中学校 | 尾張学区 |
| 成願寺二丁目 | 全域       | 名古屋市立城北小学校 | 名古屋市立北陵中学校 | 尾張学区 |

## 交通

### バス
- 名古屋市営バス（名古屋市交通局）
  - 中切町四丁目停留所 - 名駅13系統（名古屋駅行）・幹栄1系統（栄・西部医療センター行）・黒川11系統（黒川行）・黒川12系統（博物館行）[北緯35度12分48.9秒 東経136度54分38.8秒]

※ 当地域内は、国道41号（空港線）南行きのみが所在するので、当該バス停のみ記述する。

### 道路

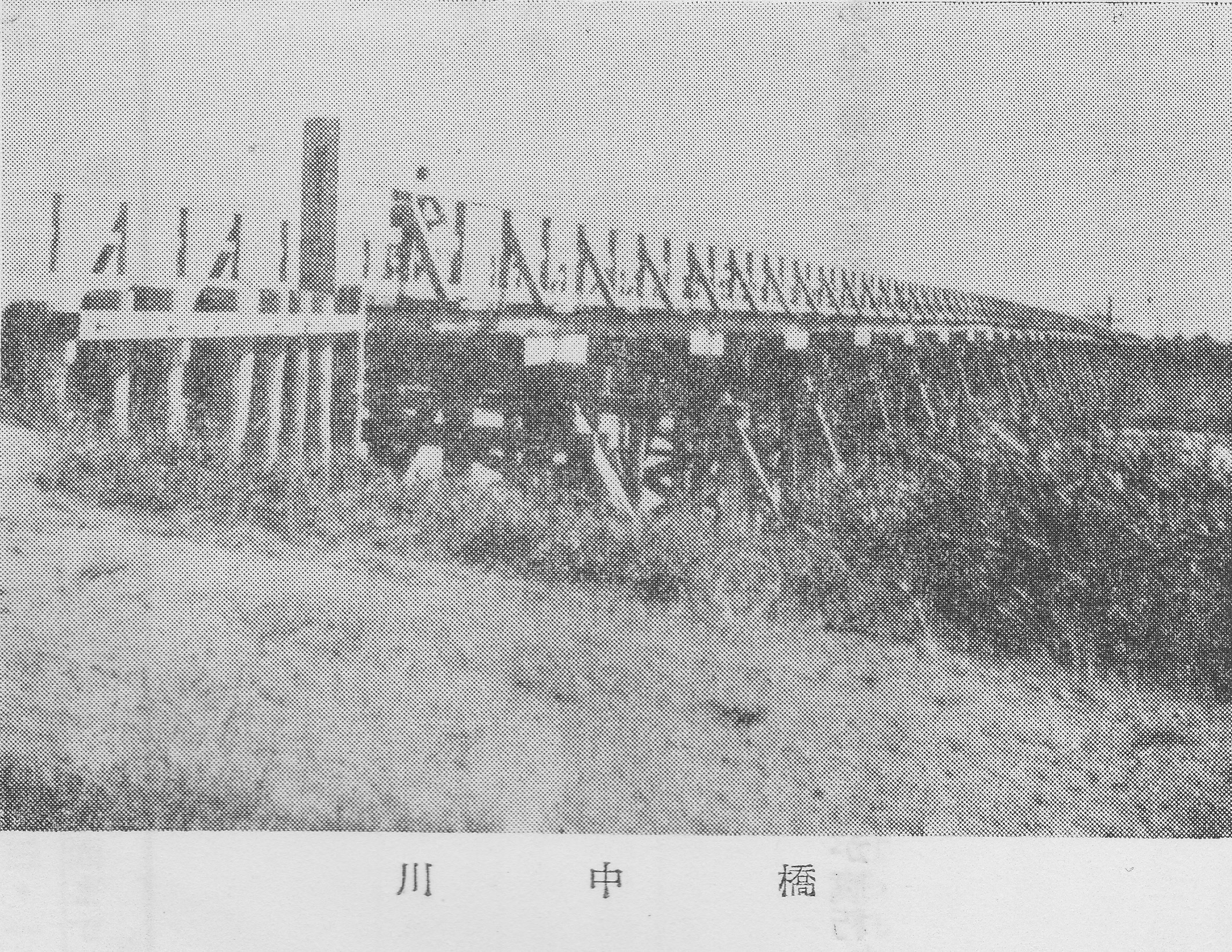
（旧）川中橋

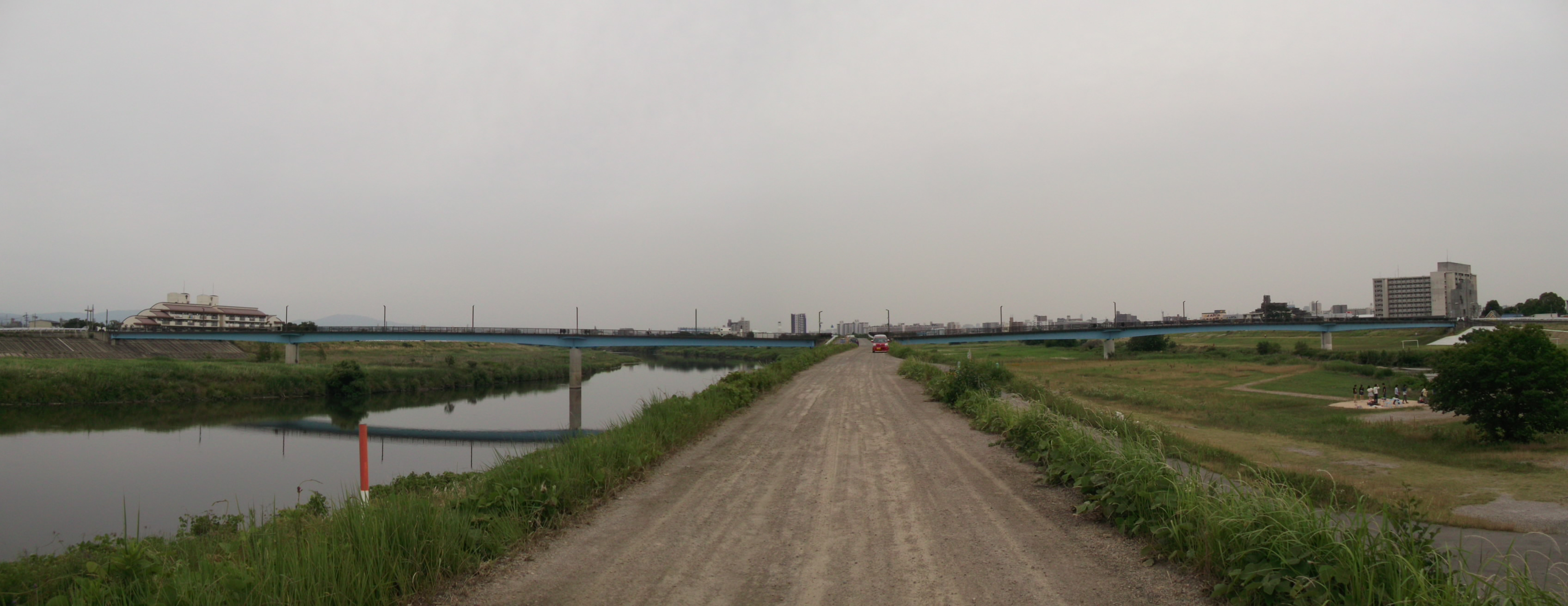
ふれあい橋 全景

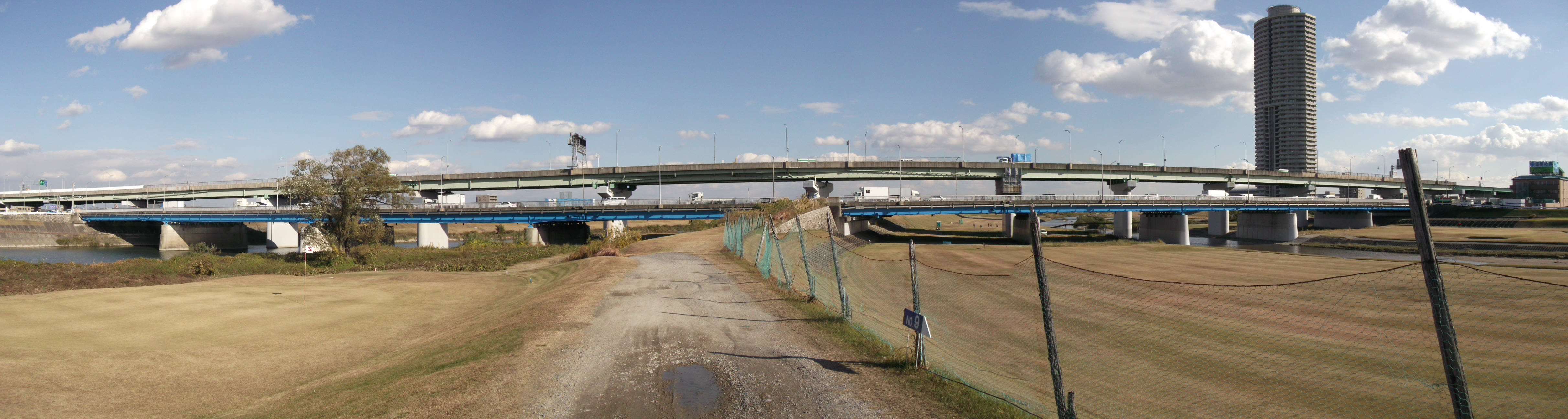
新川中橋 全景

町域西端を国道41号（空港線）およびその上空を名古屋高速1号楠線が通過している。また、庄内川および矢田川を新川中橋として国道41号と名古屋高速1号楠線がそれぞれ独立した橋梁により渡っている。新川中橋の名称は「新しい川中橋」の意であり、近くを流れる庄内川水系「新川の中橋」であると誤読されないよう、名古屋市交通局の停留所には「新・川中橋」と表記されている。元々架橋されていた川中橋については、『楠町誌』によれば、1928年（昭和3年）に初めて架橋されたが腐敗したため、1944年（昭和19年）8月に改めて竣工したという。名称は北川中橋（庄内川）・南川中橋（矢田川）と分かれていたが、現在同様一体の橋として利用されていたようである。木造によるもので幅は5メートル、長さは北川中橋が196メートル・南川中橋が176メートルだったという。この時の南北川中橋は新川中橋より下流側に架橋されていた。
この他成願寺町内と楠町大字味鋺間には長さ約360メートル・幅4メートルで総工費約17億円掛けて1993年（平成5年）に架橋された人道橋があり、歩行者および自転車の通行に供されている。正式名称は西味鋺人道橋だが、その名称での案内はなくもっぱら愛称のふれあい橋として知られている。
成願寺町の南端には愛知県道202号守山西線が矢田川の堤防上を通過している。

## 施設・名所

### 成願寺一丁目
- あいち自動車学校
- ザ・シーン城北
- 名古屋市北スポーツセンター
- 名古屋中切郵便局

### 成願寺二丁目
- 成願寺

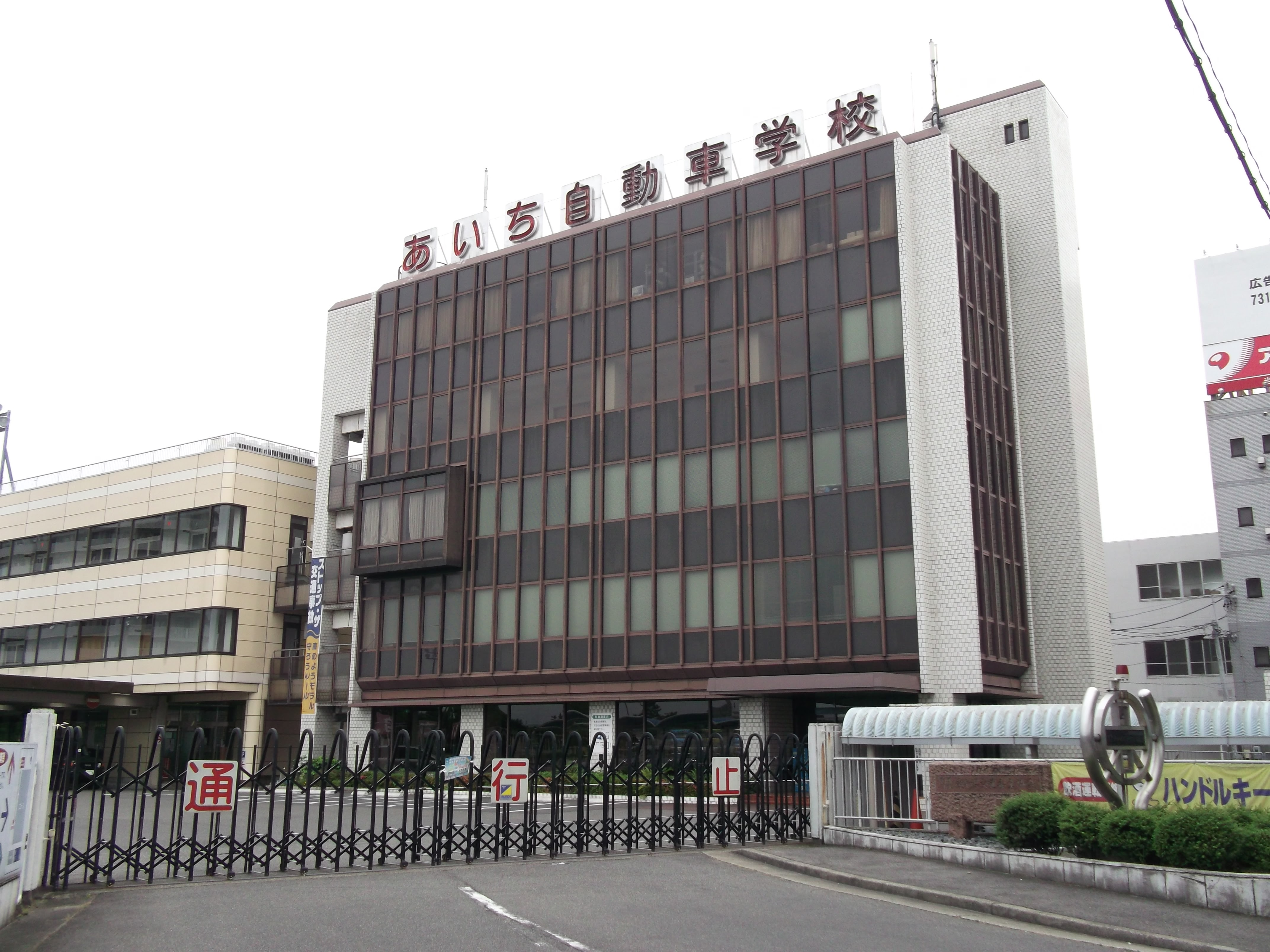
あいち自動車学校（2013年6月）
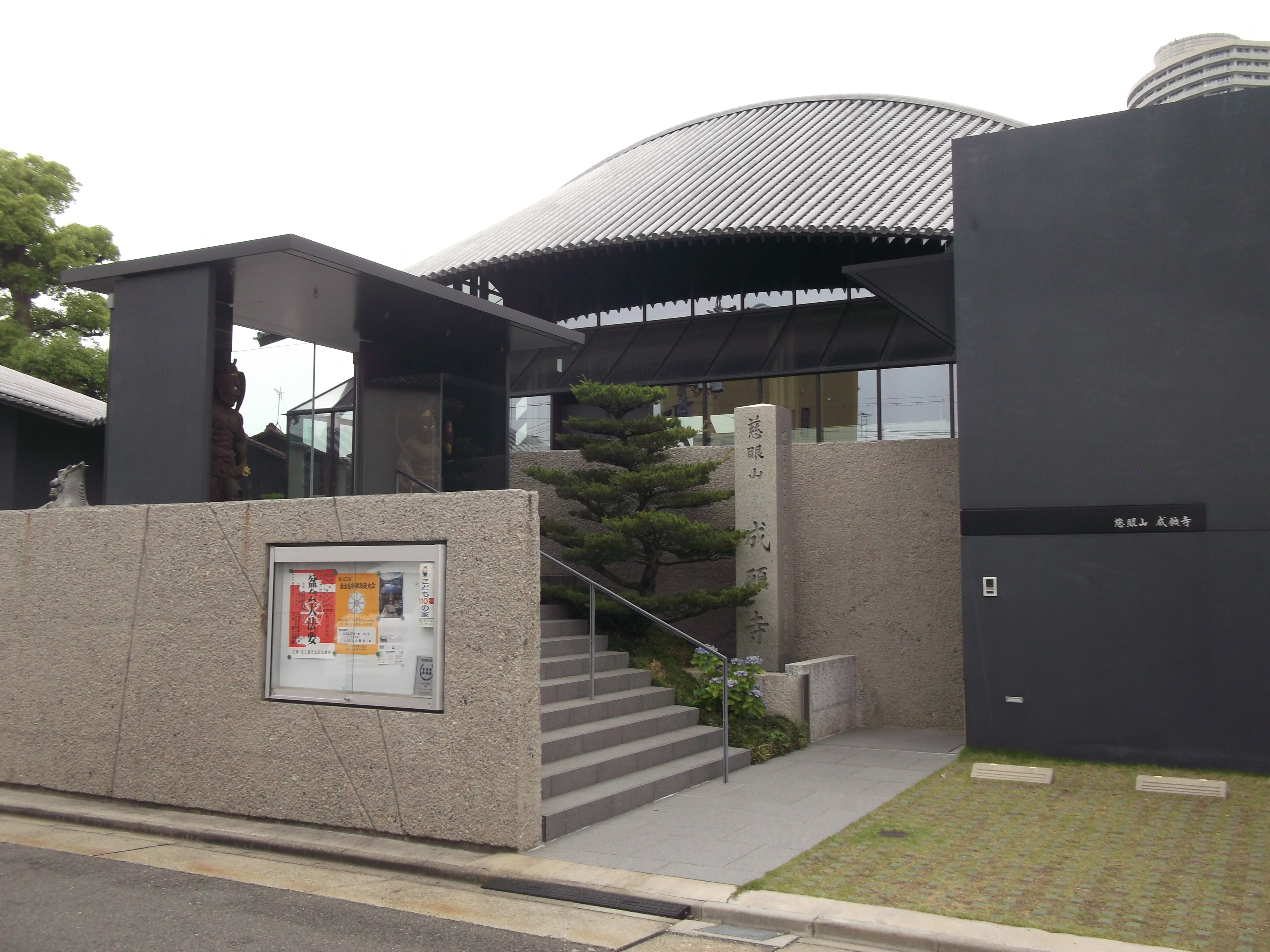
成願寺
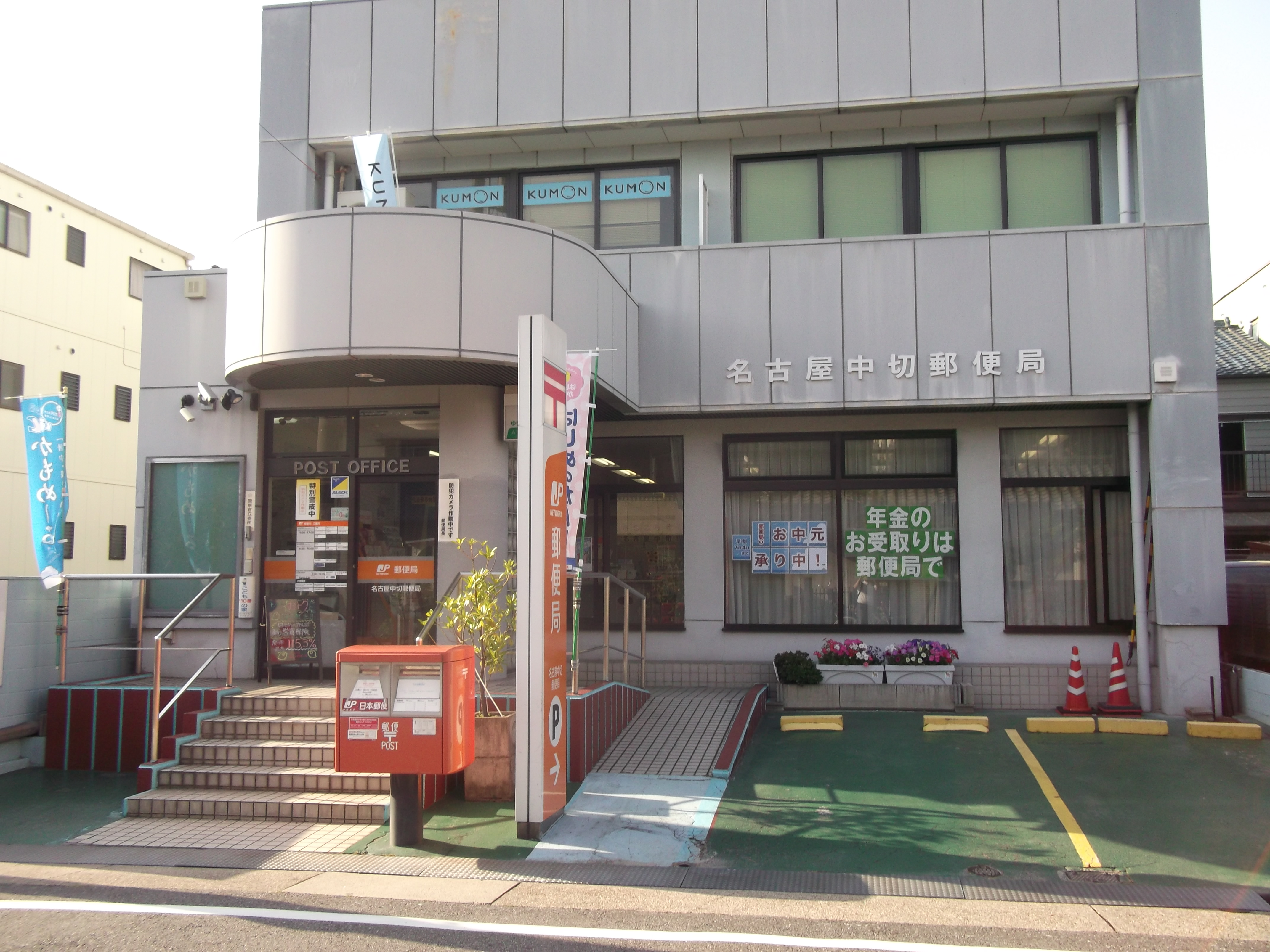
名古屋中切郵便局（2014年5月）

## その他

### 日本郵便
- 集配担当する郵便局は以下の通りである[14]。

| 町丁     | 郵便番号 | 郵便局         |
| -------- | -------- | -------------- |
| 成願寺   | 462-0021 | 名古屋北郵便局 |
| 成願寺町 | 462-0000 | 名古屋北郵便局 |